# Kobra (román)
Kobra (anglicky The Cobra) je román žánru thriller britského spisovatele Fredericka Forsytha. Anglicky vyšel poprvé roku 2010 (česky 2011). Vypráví o válce vyhlášené kolumbijskému Kartelu, jenž obchoduje s kokainem, do níž jsou zapojeny britské i americké ozbrojené síly. Děj se odehrává v USA, Británii, Španělsku, Mexiku i ve vodách Atlantského a Tichého oceánu.
Ve srovnání s romány Spis ODESSA a Den pro Šakala Fredericka Forsytha jde o dílo, které nedosahuje kvalit, na něž jsou jeho čtenáři zvyklí.[zdroj?]

## Shrnutí děje

### Část první – Svinutí
Román začíná smrtí mladíka ve washingtonské čtvrti Anacostia. Umírající mladík byl syn servírky, která obsluhuje první pár při večeři pro veterány v Bílém domě. Prezident se ještě v noci spojí s ředitelem Úřadu pro potírání drog (DEA) a na ranní schůzce je úřad požádán o sestavení materiálu o kokainu. Naplánovat zničení celosvětového obchodu s kokainem dostane za úkol Paul Deveraux, jenž se objevil v románu Mstitel, a ten si za svého zástupce vybere Cala Dextera, hlavní postavu románu Mstitel. Celá akce je nazvána Kobra podle přezdívky Paula Deverauxe. Pronásledovat prodejce, kteří prodávají zákazníkům, nebo rolníky pěstující koku a vedení Kartelu, nemá význam, ale ztráty dodávek při přepravě mezi kontinenty způsobí problém jak Kartelu, tak mafiím, které prodávají kokain spotřebitelům. Změnou legislativy je kokain překlasifikován na mezinárodní hrozbu, jeho dovoz a pokus o dovoz se tak stává teroristickým činem a je proti němu možné bojovat v mezinárodních vodách, které by jinak poskytovaly imunitu.

### Část druhá – Zasyčení
Do týmu Kobry přichází Jeremy Bishop, IT specialista, a João Mendoza, brazilský pilot se svým Buccaneerem. Paul Deveraux oslovuje otce provincionála, Carlose Ruize, s žádostí o spolupráci, nechává mu šifrované telefony na jedno použití pro kněží, aby mohli tým Kobry informovat, pokud se setkají s informacemi užitečnými pro eliminaci dodávek kokainu. Jeremy Bishop najde v seznamech pravidelně cestujících kolumbijského právníka Julia Luze, který převáží peníze z bank a korespondenci pro Letizii Arenalovou, dceru Roberta Cardenase, člena rady Kartelu.
Kobra zbrojí, nechává přestavět dvě lodi, původně pro přepravu obilí, na maskovaná operační plavidla, vybavená celami pro zajatce, kajutami pro elitní jednotky a zasunovatelnou plošinou pro helikoptéru. Zároveň Kobra získá dva bezpilotní letouny Global Hawk, které mají hlídkovat nad Atlantským i Tichým oceánem a v případě akce proti přepravci kontrabandu mají rušit veškerou možnou komunikaci, aby zabránili odeslání jakékoliv zprávy pro Kartel.
Pro efektivní boj s pašeráky jsou nutné informace. Cal Dexter unese z Kolumbie svářeče Juana Corteze, který pracoval vybudování tajných úkrytů v lodích, vše je zinscenováno tak, aby byl považován za oběť automobilové nehody. V USA Juan sepíše týmu Kobra seznam lodí s popisem úkrytů, na nichž pracoval. Výměnou za tyto informace mu je poskytnuta nová identita a do Států je dopravena jeho rodina.
Letizia Arenalová je podvodem vylákána do USA a při příletu je na letišti zatčena a uvězněna, když je v jejím zavazadle nalezen podstrčený balíček s 1 kilogramem kokainu. Když přijede právník Julio Luz, je mu tajně vložen do zavazadla dopis pro Roberta Cardenase, jemuž Cal Dexter nabídne osvobození dcery výměnou za informace.

### Část třetí – Útok
Od zformování skupiny Kobra uplynulo 9 měsíců. Informace i výzbroj jsou kompletní a z Bílého domu již chtějí vidět výsledky. Začíná válka na vodě i ve vzduchu, při níž jsou zneškodňovány lodě a letadla přepravující kokain. Zneškodnění lodí probíhá nenápadně, špionážní letoun odřízne loď od komunikace, malá helikoptéra donutí loď zastavit a členové speciálních jednotek připlují na přepadových člunech. Posádka lodi nikdy neuvidí přestavěnou mateřskou loď a její členové jsou jako zajatci dopravováni na základnu na Čagoských ostrovech. Po přeložení nákladu je loď potopena. Letadla, příliš malá, aby mohla přeletět oceán, avšak přestavěná, jsou sestřelována Buccaneerem, pilotovaným João Mendozou.
Vedle ničení lodí a letadel jsou odhalováni příslušníci státní správy, kteří propouštěli kokain do zemí. K dopadení těchto úředníků poslouží seznam, který dodal Robert Cardenas za očištění své dcery. Po čase je však Cardenas nutně prozrazen a Kartelem zlikvidován.
Na trzích v Evropě i USA začne být nedostatek kokainu. Paul Deveraux rozpoutá válku mezi jednotlivými mafiemi, když se na fotografiích v novinách objeví čísla obalů od kokainu, jež byly určeny pro jinou mafii. Vše nasvědčuje tomu, že jedna mafie okradla druhou. Kartel počítá se ztrátami, ale při operaci Kobra překračují ztráty únosných 25 % a potřebných 300 tun kokainu není možné dopravit do Evropy a na severoamerický kontinent.

### Část čtvrtá – Jed
Úspěchy Kobry při zabavování dodávek kokainu a podvrh s čísly balíků vedou k válce v ulicích Mexika, Spojených států a Evropy. Bohužel jsou postiženi i nevinní a projekt Kobra je americkým prezidentem kvůli obavě ze ztráty politické popularity zastaven, ač by byl po krátkodobém přetrpění násilností byl kokainový průmysl ochromen na desítky let.
Paul Devereaux je znechucen z konce projektu a nabízí donu Diegu Estebanovi vrácení zabaveného kokainu za pouhou miliardu dolarů. Cal Dexter je pověřen zničením zabavených zásob na utajeném místě na Bahamách, ale v balících nachází jen jedlou sodu. S pomocí Bishopa vypátrá loď, která kokain na Devereauxův pokyn odváží, a posílá na ni João Mendozu. Tomu se ji podaří s posledními zbytky paliva zničit a úspěšně se katapultovat.
Paul Devereaux je nalezen zastřelený ve svém domě – zabijáci dona Estebana s ním zúčtovali za nesplnění slibu.